# Eristalinus fulvitarsis
Eristalinus fulvitarsis är en tvåvingeart som först beskrevs av Camillo Rondani 1863.  Eristalinus fulvitarsis ingår i släktet slamflugor, och familjen blomflugor.
Artens utbredningsområde är Colombia. Inga underarter finns listade i Catalogue of Life.